# Tromatobia zonata
Tromatobia zonata är en stekelart som först beskrevs av Davis 1895.  Tromatobia zonata ingår i släktet Tromatobia och familjen brokparasitsteklar. Inga underarter finns listade i Catalogue of Life.